# Wolfgang Stefan
Wolfgang Stefan (* 12. Januar 1961 im oberpfälzischen Vohenstrauß) ist ein deutscher Bildhauer und Maler.

## Biographie
Wolfgang Stefan studierte nach seiner Lehre als Kerammodelleur bei der Hutschenreuther von 1983 bis 1989 Bildhauerei an der Akademie der Bildenden Künste in Nürnberg. Seit dem akademischen Diplom 1989 ist er neben seiner Lehrtätigkeit an der Steinmetzschule in Wunsiedel als freischaffender Bildhauer tätig und arbeitet als Designer für verschiedene Firmen im Bereich Glas und Porzellan. Von der Bayerischen Akademie der Schönen Künste erhielt er 1990 den Friedrich-Baur-Preis. Insbesondere im Fichtelgebirge ist Wolfgang Stefan durch zahlreiche Werke und Ausstellungen bekannt.

## Werke
- Lebensbrunnen. 1992 in Selb.
- Der Sinnende. 1994 in Selb.
- Lichtträgerin-Lichtbringerin 1994 in Selb.
- Sachsenhändlerin. 1994 in Nagel (Fichtelgebirge).
- Schwarzenbacher Frosch. 1994 in Schwarzenbach.
- Einhornbrunnen. 1995 in Röslau.
- Himmel und Erde Brunnen. 2003 in Selb.
- Königin-Luise-Büste. 2005 in Bad Alexandersbad.
- Brunnenanlage. 2008 in Bad Berneck.
- Lichtobjekt. 2008 in Bad Berneck.
- Büste von Friedrich Müller. 2008 im Fichtelgebirgsmuseum und im Steinzentrum Wunsiedel.